# هيلينا غارسيا
هيلينا غارسيا (بالإسبانية: Helena García Melero)‏ (و. 1968  م) هي صحفية، ومُدرسة، ومقدمة تلفزيونية إسبانية، ولدت في برشلونة.

## التعليم
تعلمت في جامعة برشلونة المستقلة
.

## وصلات خارجية
- هيلينا غارسيا على موقع IMDb (الإنجليزية)

- هيلينا غارسيا في قاعدة بيانات الأفلام على الإنترنت